# Dihidreksidin
Dihidreksidin (DAR-0100) je umereno selektivni puni agonist dopaminskih D1 i D5 receptora. On je oko 10 puta selektivniji za D1 i D5 nego za D2 receptor. Mada dihidreksidin ima delimičan afinitet za D2 receptor, on ima funkcionalno selektivanu D2 signalizaciju, iz kog razloga se ne ponaša kao D2 agonist.
Dihidreksidin je pokazao impresivno antiparkinsonsko dejstvo u modelu na primatima, i bio je ispitivan za tretman Parkinsonove bolesti. U ranim kliničkim ispitivanjima lek je korišćen intravenozno što je dovelo do znatene hipotenzije tako da je razvoj zaustavljen. Razvoj je obnovljen kad je pokazano da su manje supkutane doze bezbedne. Tome je sledila pilot studija za šizofreniju i klinička ispitivanja s ciljem procenjivanja njegove efikasnosti u poboljšanju kognitivnog i memorijskog deficita kod šizofrenije i šizotipnog poremećaja.
Objavleno je više pregleda relevantnositi ovog jedinjenja.

## Spoljašnje veze
|  | Molimo Vas, obratite pažnju na važno upozorenje u vezi sa temama iz oblasti medicine (zdravlja). |